# Кутянка (річка)
Кутя́нка — річка в Україні, в межах Шумської міської громади Кременецького району Тернопільської області та Рівненського району Рівненської області. Ліва притока Вілії (басейн Прип'яті). 

## Опис
Довжина 20 км. Річка типово рівнинна. Долина переважно широка (особливо в пониззі), місцями заболочена. Річище слабозвивисте, на значній протяжності каналізоване. Споруджено кілька ставків. 

## Розташування
Кутянка бере початок на захід від села Кути, при північно-східній частині Кременецьких гір. Тече переважно на схід (місцями — на північний схід). Впадає до Вілії на схід від села Кутянки. 
Над річкою розташовані села: Кути, Кутянка, Андрушівка, Теремне, Новородчиці, Кутянка.